# Ben Chaplin
Ben Chaplin, nome d'arte di Benedict John Greenwood (Windsor, 31 luglio 1969), è un attore britannico.
Il cognome "Chaplin" è quello da nubile della madre.

## Biografia
Ultimo di quattro fratelli, inizia la sua carriera lavorando per la tv inglese in film per la televisione e serie tv, fino a quando nel 1993 ottiene una parte in Quel che resta del giorno di James Ivory. Nel 1996 sbarca negli Stati Uniti dove partecipa alla commedia con Uma Thurman Un uomo in prestito.
Nel 1998 partecipa al film bellico di Terrence Malick La sottile linea rossa, successivamente partecipa ai film Lost Souls - La profezia con Winona Ryder, Birthday Girl con Nicole Kidman e Formula per un delitto con Sandra Bullock. Nel 2004 recita nel film in costume Stage Beauty, e torna a lavorare con Malick in The New World - Il nuovo mondo. Nel 2007 partecipa a The Water Horse - La leggenda degli abissi.

## Filmografia

### Cinema
- Quel che resta del giorno (The Remains of the Day), regia di James Ivory (1993)
- Festa di luglio (Feast of July), regia di Christopher Menaul (1995)
- Un uomo in prestito (The Truth About Cats & Dogs), regia di Michael Lehmann (1996)
- Washington Square - L'ereditiera (Washington Square), regia di Agnieszka Holland (1997)
- La sottile linea rossa (The Thin Red Line), regia di Terrence Malick (1998)
- Lost Souls - La profezia (Lost Souls), regia di Janusz Kaminski (2000)
- Birthday Girl, regia di Jez Butterworth (2001)
- Formula per un delitto (Murder by Numbers), regia di Barbet Schroeder (2002)
- Stage Beauty, regia di Richard Eyre (2004)
- Chromophobia, regia di Martha Fiennes (2005)
- The New World - Il nuovo mondo (The New World), regia di Terrence Malick (2006)
- Two Weeks, regia di Steve Stockman (2006)
- The Water Horse - La leggenda degli abissi (The Water Horse), regia di Jay Russell (2007)
- Me and Orson Welles, regia di Richard Linklater (2008)
- Dorian Gray, regia di Oliver Parker (2009)
- London Boulevard, regia di William Monahan (2010)
- Twixt, regia di Francis Ford Coppola (2011)
- Cenerentola (Cinderella), regia di Kenneth Branagh (2015)
- Little Boy, regia di Alejandro Monteverde (2015)
- The Legend of Tarzan, regia di David Yates (2016)
- Snowden, regia di Oliver Stone (2016)
- The Children Act - Il verdetto (The Children Act), regia di Richard Eyre (2017)
- Roads, regia di Sebastian Schipper (2019)
- La nave sepolta (The Dig), regia di Simon Stone (2021)
- September 5 - La diretta che cambiò la storia (September 5), regia di Tim Mielants (2024)
- Panic Carefully, regia di Sam Esmail (2026)

### Televisione
- Mad Dogs – serie TV, 5 episodi (2011-2012)
- Mondo senza fine (World Without End) – miniserie TV, 8 puntate (2012
- Dates – serie TV, 3 episodi (2013)
- The Wipers Times, regia di Andy De Emmony – film TV (2013)
- Doll & Em – serie TV, 1 episodio (2013)
- Moonfleet – miniserie TV, 2 puntate (2013)
- The Secrets – serie TV, 1 episodio (2014)
- The Book of Negroes – miniserie TV, 4 puntate (2015)
- Mad Dogs – serie TV, 10 episodi (2015-2016)
- Apple Tree Yard - In un vicolo cieco (Apple Tree Yard) – miniserie TV, 4 puntate (2017)
- Lettera al re (The Letter for the King) – miniserie TV, 6 puntate (2020)
- The Nevers – serie TV, 11 episodi (2021-2023)

## Doppiatori italiani
Nelle versioni in italiano dei suoi lavori, Ben Chaplin è stato doppiato da:
- Francesco Prando in Washington Square - L'ereditiera, La sottile linea rossa, Lost Souls - La profezia, The Water Horse - La leggenda degli abissi, Mondo senza fine, Cenerentola, Snowden, Apple Tree Yard - In un vicolo cieco, La nave sepolta
- Fabio Boccanera in Un uomo in prestito, Chromophobia
- Massimo De Ambrosis in Quel che resta del giorno
- Gianluca Tusco in Birthday Girl
- Antonio Sanna in Formula per un delitto
- Angelo Maggi in Stage Beauty
- Vittorio De Angelis in Dorian Gray
- Roberto Gammino in London Boulevard
- Pino Insegno in The Children Act - Il verdetto
- Andrea Lavagnino in The Nevers
- Stefano Alessandroni in September 5 - La diretta che cambiò la storia